# روكي مارشال
روكي مارشال (بالإنجليزية: Rocky Marshall)‏ هو ممثل بريطاني، ولد في 1967 في المملكة المتحدة.

## أعمال

### أفلام
- (2015) القوة تنهض[2]

## وصلات خارجية
- روكي مارشال على موقع IMDb (الإنجليزية)
- روكي مارشال على موقع قاعدة بيانات الفيلم (الإنجليزية)